# Thereva nelsoni
Thereva nelsoni är en tvåvingeart som beskrevs av Holston och Irwin 2005. Thereva nelsoni ingår i släktet Thereva och familjen stilettflugor. Inga underarter finns listade i Catalogue of Life.